# Riparo Ranaldi
Der Riparo Ranaldi, auch Tuppo dei sassi genannt, ist ein Abri mit Felsmalereien in Filiano im Norden der süditalienischen Provinz Potenza. Die Fundstätte im lukanischen Apennin liegt beim Weiler Carpini im anthropologischen Naturschutzgebiet „I Pisconi“ (italienisch Riserva naturale antropologica I Pisconi). Der lokalen Hirten bekannte Abri wurde für die Wissenschaft zwischen 1962 und 1964 im Rahmen von Untersuchungen entdeckt, die der Archäologe Francesco Ranaldi (1924–1988) durchführte, und nach ihm benannt.

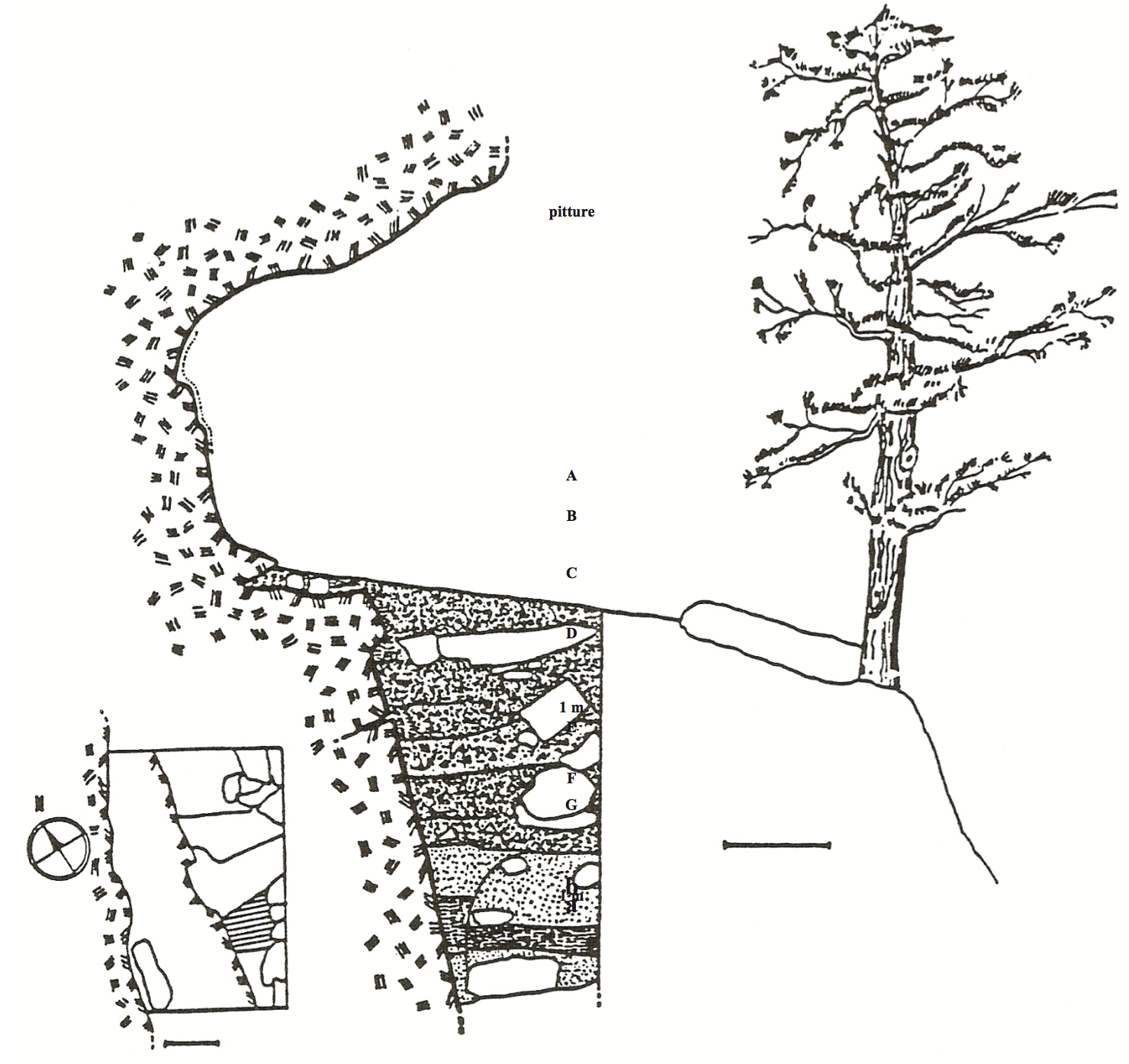
Grabungsschema

1966 wurde die Entdeckung veröffentlicht. F. Ranaldi erkannte die Bedeutung der Entdeckung. Ihm schloss sich Franco Biancofiore (1927–1994) an, der bereits 1965 erste Ergebnisse veröffentlichte, die auf die Beschreibung der Bilder abzielten.
Die Ausgrabung von 1971 brachte auch eine Steinindustrie ans Licht. Seit den 1970er Jahren haben sich Wissenschaftler für die archäologischen Zeugnisse interessiert und verschiedene Hypothesen zur Bedeutung und chronologischen Einordnung des Bildkomplexes aufgestellt, der inhaltlich und ikonographisch ein Unikat in der Basilikata darstellt. Die Typologie der Figuren scheint in Italien nur ein weiteres Beispiel in der Grotta del Genovese auf der Insel Levanzo zu haben, die zum Archipel der Ägadischen Inseln, westlich von Sizilien gehört.

Riparo Ranaldi
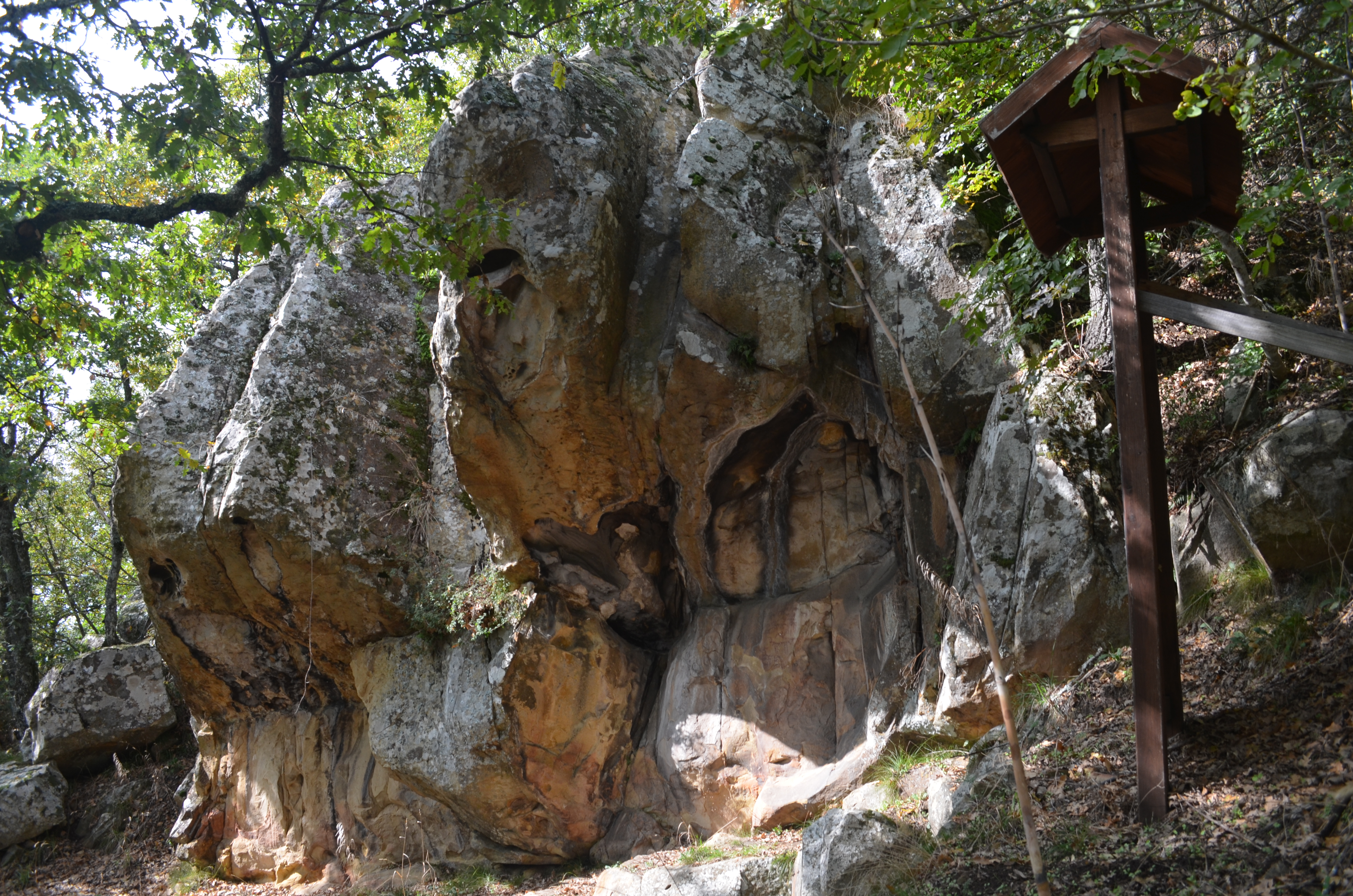
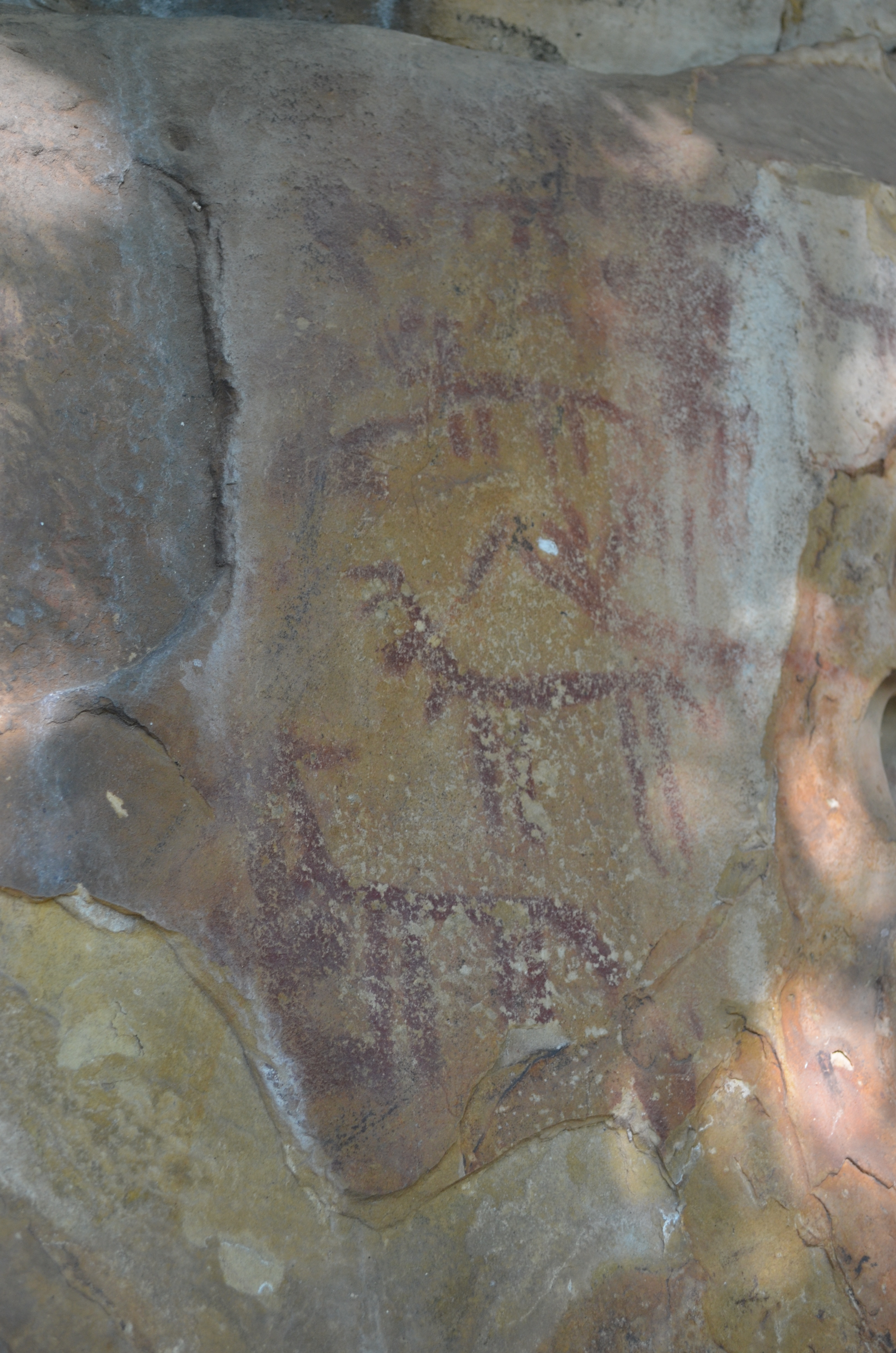
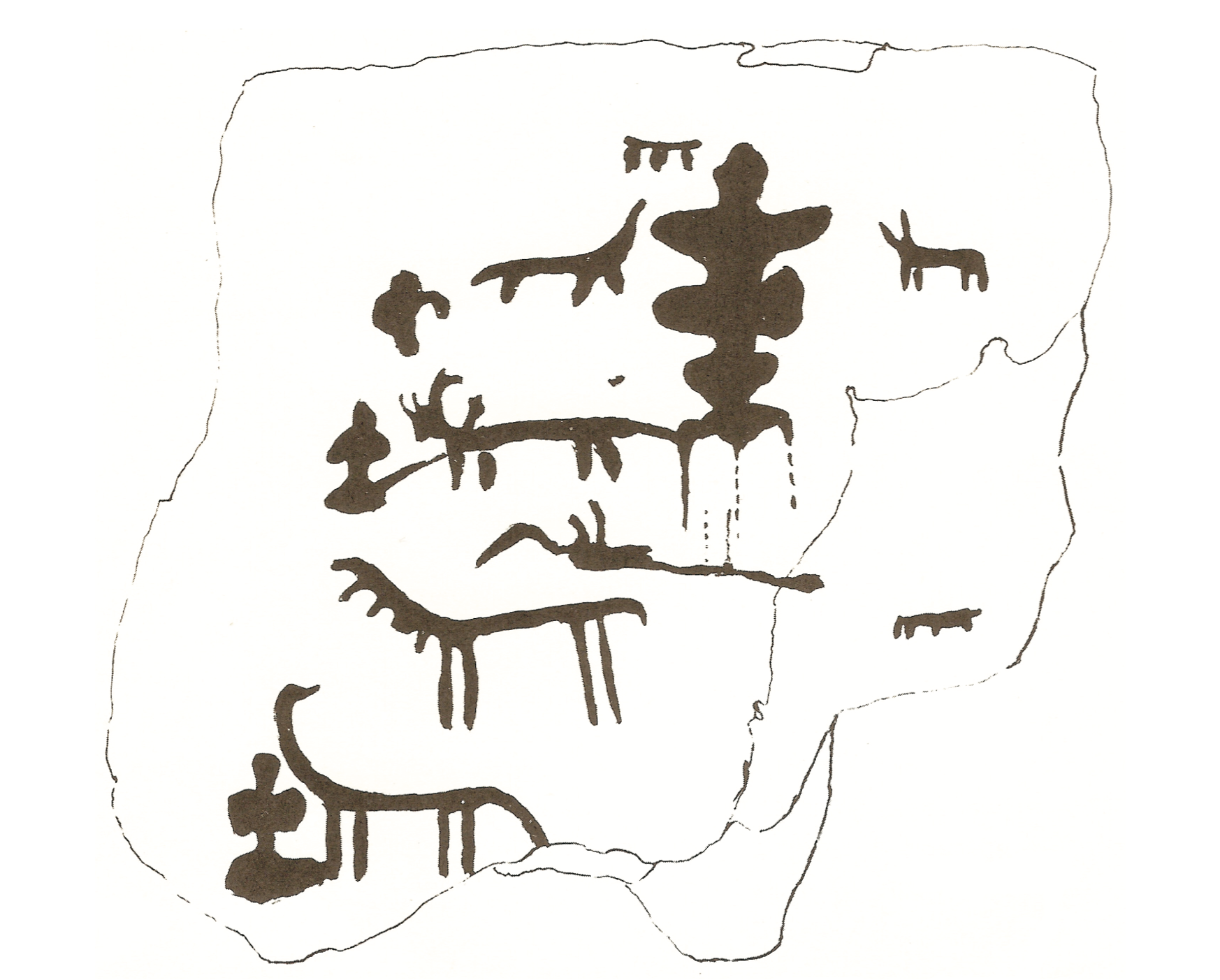
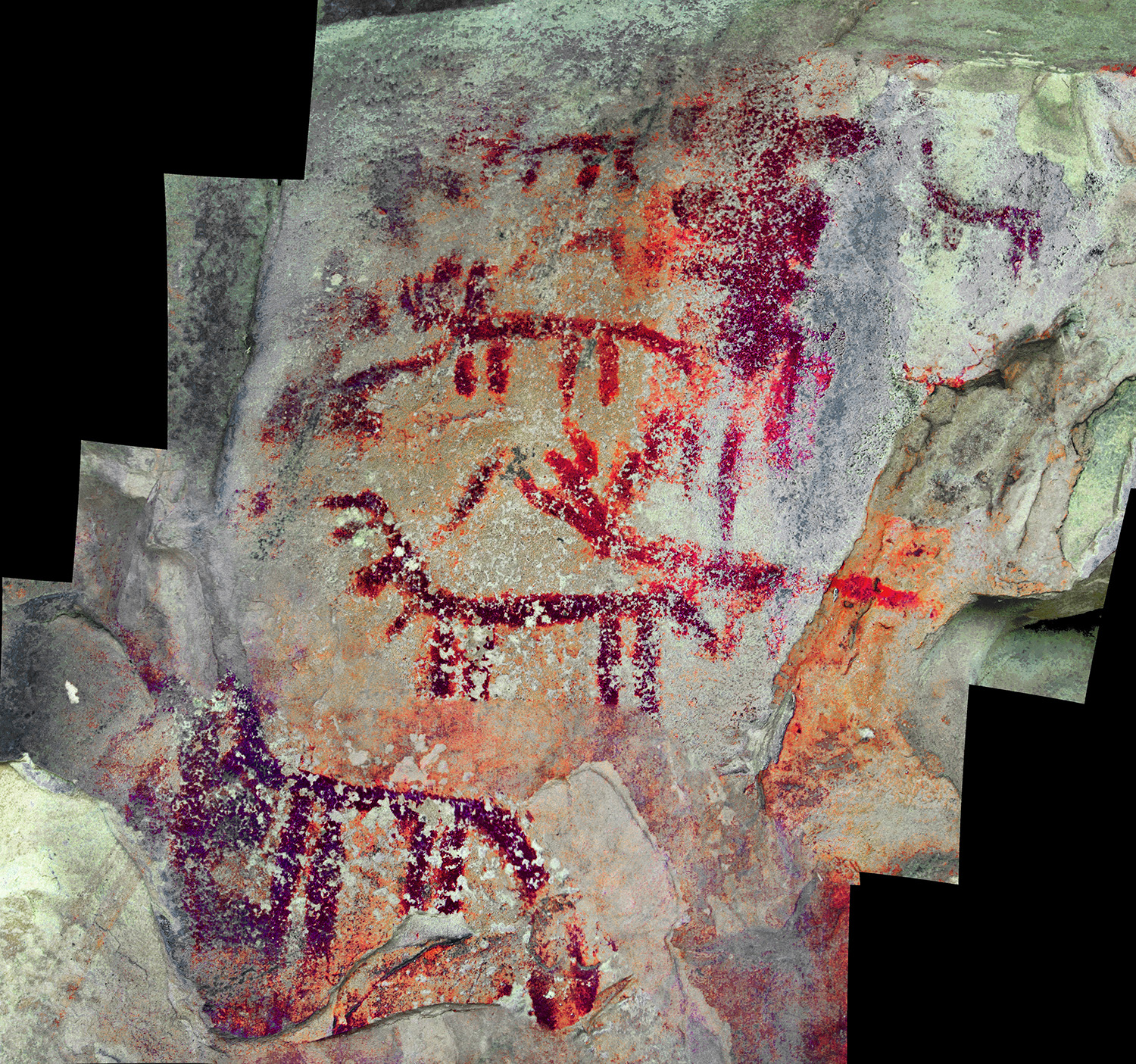

Die Ausgrabungen von 1971 wurden auf der Grundlage von Hypothesen über Siedlungen in der Umgebung des Abris durchgeführt. Sie war durch die Aushebung eines 4,0 Meter tiefen Grabens gekennzeichnet und musste wegen großer Sandsteinblöcke, deren Entfernung zu einem Absinken des aufliegenden Sediments geführt hätte, unterbrochen werden. Bei der Ausgrabung wurden verschiedene Sedimentationsphasen hervorgehoben, die im Folgenden beschrieben und in einem von Borzatti[2] erstellten Abschnitt dargestellt werden.